# Ojós
Ojós ist ein südspanischer Ort und eine Gemeinde (municipio) mit 532 Einwohnern (Stand: 2024) im Zentrum der Provinz Murcia in der gleichnamigen autonomen Region Murcia. 

## Lage
Der Ort Ojós liegt auf dem Westufer des Río Segura gut 32 km (Fahrtstrecke) nordwestlich der Stadt Murcia in einer Höhe von ca. 125 m ü. d. M. Das Klima im Winter ist gemäßigt, im Sommer dagegen warm bis heiß; die geringen Niederschlagsmengen (ca. 305 mm/Jahr) fallen – mit Ausnahme der nahezu regenlosen Sommermonate – verteilt übers ganze Jahr.

## Bevölkerungsentwicklung
| Jahr      | 1857 | 1900  | 1950  | 2000 | 2016 |
| Einwohner | 950  | 1.277 | 1.151 | 593  | 497  |

Die kontinuierliche Bevölkerungsrückgang seit der zweiten Hälfte des 20. Jahrhunderts ist im Wesentlichen auf die Mechanisierung der Landwirtschaft und den damit einhergehenden Verlust von Arbeitsplätzen zurückzuführen.

## Wirtschaft
Ojós liegt im Valle de Ricote in der agrarisch genutzten Kernzone der Provinz Murcia – es wurden Getreide, Weinreben sowie Oliven- und Obstbäume aller Art angepflanzt; Gemüse stammte aus den Hausgärten. Heute werden hauptsächlich Pfirsiche, Aprikosen und Zitrusfrüchte geerntet. Im Ort selbst haben sich Kleinhändler, Handwerker und Dienstleistungsbetriebe aller Art angesiedelt. Daneben gibt es mehrere Ferienhäuser (casas rurales).

## Geschichte
Prähistorische Funde fehlen; dagegen wurden Iberische Kleinfunde auf dem Gemeindegebiet gemacht. Überreste eines spätantiken Landguts (villa rustica) wurden ebenfalls freigelegt. In den Jahren nach 711 wurde die Gegend von den Mauren überrannt, doch blieben Teile unter der Herrschaft des westgotischen Grafen (comes) Teodomiro († 743). Der Ort Oxox scheint eine maurische, d. h. berberische Gründung zu sein. Nach dem Ende des Kalifats von Córdoba entstand das Taifa-Königreich Murcia, das nach der Rückeroberung (reconquista) der Region durch kastilische Truppen unter Alfons X. im Jahr 1243 in ein christliches Königreich umgewandelt wurde, welches jedoch eng mit der Krone von Kastilien verflochten war. Die Region des Valle de Ricote wurde dem Santiago-Ritterorden übergeben, doch in den Jahren 1296 bis 1304 kam sie vorübergehend unter aragonesische Herrschaft und im Jahr 1477 kurzzeitig unter die Herrschaft der Nasriden von Granada. Zu Beginn des 16. Jahrhunderts verließen viele Mauren (moriscos) das Land; andere blieben und wurden erst zu Beginn des 17. Jahrhunderts durch Erlasse Philipps III. bzw. seines Ersten Ministers, des Herzogs von Lerma, des Landes verwiesen, was negative demographische und wirtschaftliche Folgen für die Region hatte.

## Sehenswürdigkeiten
- Die kleine, im 18. Jahrhundert erbaute Iglesia de San Agustín ist die Pfarrkirche des Ortes. Die schlichte Fassade zeigt keinerlei besondere Stilmerkmale. Das Innere der Kirche ist einschiffig, verfügt aber über Seitenkapellen. In der flach schließenden Apsis befindet sich ein klassizistisches Altarretabel.[7]
- Nahe beim Fluss befindet sich ein eisernes Schöpfrad (noria) mit einem Durchmesser von annähernd 7 m, mittels dessen Wasser auf eine höhere Ebene und in anschließende Bewässerungskanäle gefördert wurde.[8]